# Willen Dick
Pour les articles homonymes, voir Dick.
Willen Dick, né le 10 septembre 1897 et mort en 1980, est un sauteur à ski tchèque. Il a également concouru sous les couleurs allemandes.

## Biographie
Aux championnats du monde 1925 à Janské Lázně il est devenu le premier champion du monde de saut à ski. Deux ans plus tard, il a remporté la médaille d'argent à Cortina d'Ampezzo. Dans les championnats du monde de ski nordique 1926 à Lahti, il a concouru pour l'Allemagne sous le nom de William Dick, dans le saut à ski (abandon) et dans le combiné nordique (21e).
Il a réalisé le meilleur saut sur le Kongressschanze durant les championnats de Tchécoslovaquie 1927.

## Résultats

### Jeux olympiques
- Inscrit aux jeux olympiques d'hiver de 1928, il se fracture la jambe le mercredi 8 février 1928 et il ne peut pas participer aux jeux olympiques[2].

### Championnats du monde de ski nordique
| Épreuve / Édition | Johannisbad 1925 | Lahti 1926 | Cortina d'Ampezzo 1927 | Oberhof 1931 |
| Saut à ski        | Or               | Ab         | Argent                 | 8e           |
| Combiné nordique  |                  | 21e        |                        |              |